# Leptotarsus ohakunensis
Leptotarsus ohakunensis là một loài ruồi trong họ Ruồi hạc (Tipulidae). Chúng phân bố ở miền Australasia.